# Kitty Spencer
Lady Kitty Eleanor Lewis (nacida Spencer) (Londres, Inglaterra; 28 de diciembre de 1990) es una modelo y aristócrata británica. En 2018, Spencer se convirtió en la portavoz de la marca italiana de joyería BVLGARI. Ella es la hija mayor de Charles Spencer, noveno conde Spencer y sobrina de Diana, princesa de Gales.

## Familia
Lady Kitty Eleanor Spencer nació en Londres el 28 de diciembre de 1990 como primogénita de Charles Spencer, IX conde de Spencer y de Victoria Lockwood. Miembro de la Familia Spencer, tiene tres hermanos menores y cuatro medio-hermanos menores a través del segundo y tercer matrimonio de su padre. Su tía paterna es la fallecida Diana de Gales. Es prima de los príncipes Guillermo de Gales y Enrique, duque de Sussex.
Creció en Ciudad del Cabo, Sudáfrica, donde asistió a Reddam House, una escuela privada. Después del divorcio de sus padres en 1997, Spencer dividió su tiempo entre Inglaterra junto a su padre y Sudáfrica junto a su madre.
En 2009 Spencer debutó en el modelaje en Bal des débutantes en París.

## Carrera

### Modelaje
En 1992, cuando Spencer tenía un año, apareció junto a su madre en la portada de Harper's Bazaar Reino Unido. Spencer tiene un contrato con Storm Model Management e hizo su debut profesional en 2015 en una edición de diciembre de Tatler. En septiembre de 2017 desfiló para Dolce & Gabbana en la Milan Fashion Week. Fue la portada de junio de 2017 de Hello! y figuró en la portada de Vogue Japón. Desfiló para Dolce & Gabbana en su evento de Navidad 2017 en Harrods. En 2018, Spencer fue modelo en el catálogo primavera/verano de Dolce & Gabbana. Durante la Milan Fashion Week 2018 Spencer desfiló eb el evento de Dolce & Gabbana, Secrets & Diamonds.
En mayo de 2018 Bulgari anunció que Spencer sería el nuevo rostro de la marca, trabajando para ellos como la nueva embajadora. Previamente había diseñado joyería, modelado para el collar "Diva's Dream" de diamantes.
El 23 de septiembre de 2018 Spencer desfiló en un evento en  Milán para la colección primavera 2019 de Dolce & Gabbana.

### Filantropía y caridad
Spencer es embajadora de Centrepoint, una organización caritativa que ayuda a los jóvenes sin hogar, y patrocinadora y patrona de Give Us Time.
En junio de 2017 Spencer reunió 140.000 dólares para la Elton John AIDS Foundation. También ha reunido fondos para Save the Children.

## Vida personal
Spencer estudió psicología, política, y literatura inglesa en la Universidad de Ciudad del Cabo. Luego estudió historia del arte e italiano en Florencia, Italia, antes de completar un grado en gestión de marcas de lujo en el European Business School London y en la Regent's University London.
A pesar de que es la hija mayor del IX Conde Spencer, los títulos y las propiedades familiares, Althorp y Spencer House, pasarán a manos de su hermano, Louis Spencer, vizconde Althorp. Spencer expresó su creencia en la igualdad de género mientras que también piensa que su hermano debe heredar.
En enero de 2020, Lady Kitty Spencer anunció su compromiso con el empresario sudafricano Michael Lewis, 31 años mayor que ella. Lewis era divorciado, con tres hijos, y es director de la empresa textil Foschini Ltd y fundador de una empresa de biotecnología en Israel. En febrero de 2020 anunció que renunciaría al anglicanismo para abrazar el judaísmo, la religión que profesaba su entonces prometido.
Contrajo matrimonio con Lewis el 24 de julio de 2021 en Villa Aldobrandini (Frascati, Italia) en una ceremonia íntima con extremas medidas de bioseguridad debido a la pandemia por COVID-19.
El 10 de marzo de 2024 anunció que había tenido una hija, Athena.